# 蘇倫欽縣

52°27′N 15°7′E / 52.450°N 15.117°E
蘇倫欽縣（波蘭語：Powiat sulęciński），是波蘭的縣份，位於該國西部，由盧布斯卡省負責管轄，首府設於蘇倫欽，面積1,177平方公里，2006年人口35,329，人口密度每平方公里30人。